# École des quartiers-maîtres de l'armée de mer (Tunisie)
L’École des quartiers-maîtres de l'armée de mer  est une institution tunisienne de l’enseignement militaire située à Kélibia et ayant pour mission d’inculquer aux élèves quartiers-maîtres de la marine nationale tunisienne les principes fondamentaux de la vie militaire et de les former dans l’une des spécialités offerte par cette dernière.

## Formation
L’élève quartier-maître suit le niveau de certificat de spécialité no 2 durant une année scolaire, au cours de laquelle il reçoit un enseignement théorique et pratique. L’élève est nommé une année après son recrutement au grade de quartier-maître. Si le quartier-maître remplit les conditions adéquates, il peut accéder à la catégorie d’officier marinier après avoir passé un concours interne.